# Atanasio Zannoni
Atanasio Zannoni (Ferrara, 1720 – Venezia, 1792) è stato un attore teatrale italiano.

## Biografia
Nel 1750 entrò nella compagnia di Girolamo Medebach e interpretò per tutta la carriera la maschera di Brighella, divenendone il più celebre e innovativo interprete del secolo.
Diede alle stampe nel 1789 l'opera letteraria intitola Raccolta di vari motti arguti allegorici e satirici ad uso del teatro.